# Pieve di San Giovanni Battista (Vicchio)
La pieve di San Giovanni Battista si trova a Vicchio. 

## Storia e descrizione
Essa risale al 1447 circa e all'epoca, in questa zona, c'era solo un oratorio. Prima del 1220 esisteva la Pieve di Santo Stefano a Botena nella località Ginestra, vicino alla Sieve. Da questa ebbe origine la pieve di Vicchio che, in un primo tempo, fu alle dipendenze della Chiesa di San Cassiano in Padule e poi divenne pieve di San Giovanni Battista.
Nel XVI secolo fu trasformata, poi ampliata, ebbe forma di croce greca con piccola cupola centrale, tre navate e un campanile quadrato. Nel 1909 Galileo Chini la decorò all'interno, poi fu quasi distrutta dal terremoto del 1919 e in seguito fu restaurata ed ampliata. La sua facciata ha uno stile toscano ed è abbellita da un portico rinascimentale . 
All'interno si trova la Madonna col Bambino e i Santi Giovanni Battista e Sebastiano, attribuita a Fra Bartolomeo, ma molto probabilmente opera di Ridolfo del Ghirlandaio; una Madonna del Rosario di Alessandro Fei; una Vergine in trono tra San Giusto e San Lorenzo, opera di artisti della scuola di Filippo Lippi, la quale si trovava in precedenza nella chiesa di San Giusto a Montesassi; un crocifisso sull'altar maggiore. Il fonte battesimale è racchiuso da una cancellata in ferro battuto.
Nella chiesa si trovano anche: un calice d'argento cesellato, con figure sulla Vita di Gesù Cristo, candelabri in lega di bronzo e ottone, un crocifisso astile.